# Lauderdale County (Mississippi)
Lauderdale County is een county in de Amerikaanse staat Mississippi.
De county heeft een landoppervlakte van 1.822 km² en telt 78.161 inwoners (volkstelling 2000). De hoofdplaats is Meridian.

## Bevolkingsontwikkeling

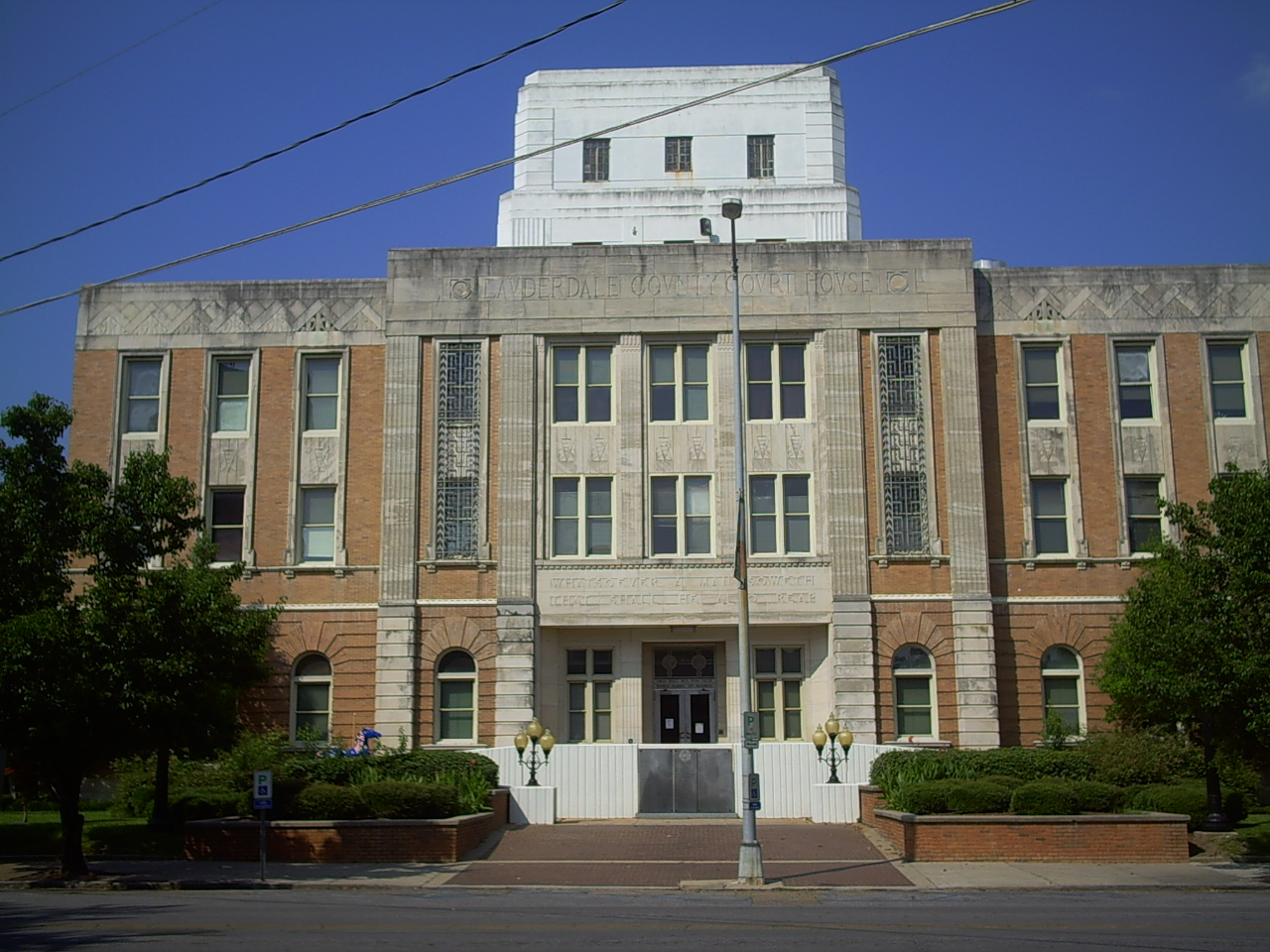
Lauderdale County Courthouse